# La Salle des pas perdus
Pistes de Les Jours meilleurs
Shéhérazade et sa sœur
(4) Capt'ain Black
(6)
La Salle des pas perdus est une chanson écrite, composée et interprétée par Maxime Le Forestier en 1983, paru dans l'album Les Jours meilleurs.

## Histoire
La chanson La Salle des pas perdus, également publié en single promotionnel, sort dans une période où Maxime Le Forestier connait une traversée du désert à la suite des échecs commerciaux de ses précédents albums Les Rendez-vous manqués en 1980 et Dans ces histoires... en 1981. L'album Les Jours meilleurs, dont le virage électronique du chanteur a surpris tout le monde, est également un échec commercial et critique.
Le titre est réédité dans le best of Essentielles en 1997.